# 艾金 (伊利諾伊州)
艾金（英語：Akin）是位於美國伊利諾伊州富蘭克林縣的一個非建制地區。該地的面積和人口皆未知。

## 地理
艾金的座標為37°59′17″N 88°44′51″W / 37.98806°N 88.74750°W，而該地的平均海拔高度為144米（即472英尺）。